# Illaena albertisi
Illaena albertisi är en skalbaggsart som beskrevs av Stefan von Breuning 1956. Illaena albertisi ingår i släktet Illaena och familjen långhorningar. Inga underarter finns listade i Catalogue of Life.